# Воронов (Ровненская область)
Воронов (укр. Воронів) — село, входит в Гощанскую поселковую общину Ровненского района Ровненской области Украины.
Население по переписи 2001 года составляло 190 человек. Почтовый индекс — 35422. Телефонный код — 3650. Код КОАТУУ — 5621285102.
В селе находится спортивный аэродром Воронов.